# (33797) 1999 TO88
1999 تي أو 88 (ويعرف أيضًا باسم (33797) 1999 تي أو 88 وفق تسمية الكوكب الصغير) (بالإنجليزية: 1999 TO88)‏ هو كويكب ضمن حزام الكويكبات؛ وترتيبه 33797 من حيث الاكتشاف.
اكتُشف هذا الجُرم الفلكي بواسطة بحث لنكولن عن الكويكبات القريبة من الأرض في 2 أكتوبر 1999.

## وصلات خارجية
- (33797) 1999 TO88 في قاعدة بيانات مختبر الدفع النفاث لأجرام النظام الشمسي الصغيرة

- الاكتشاف · مخطط المدار ·  العناصر المدارية · المعلمات المادية

- (33797) 1999 TO88 على موقع ويكي سكاي: DSS2, SDSS, GALEX, IRAS, Hydrogen α, X-Ray, Astrophoto, Sky Map, Articles and images